# Noodtorthopsyllus psammophilus
Noodtorthopsyllus psammophilus är en kräftdjursart. Noodtorthopsyllus psammophilus ingår i släktet Noodtorthopsyllus och familjen Canthocamptidae. Inga underarter finns listade i Catalogue of Life.